# Rawka
Die Rawka ist ein Fluss in der Woiwodschaft Łódź im Zentrum Polens. Sie hat eine Länge von 97 Kilometern und ist ein rechtsseitiger Nebenfluss der Bzura. Die Rawka entspringt östlich der Stadt Koluszki und mündet zwischen Łowicz und Sochaczew in die Bzura, deren größter Nebenfluss sie ist.
An der Rawka wurde im Jahre 1983 ein Naturschutzgebiet eingerichtet. Die bekanntesten Ortschaften an der Rawka sind die Stadt Rawa Mazowiecka, das ehemalige Dorf Rawka, heute Stadtteile von Skierniewice, sowie die Dörfer Bolimów und Nowy Dwór. Bekannt wurde der Fluss durch die Schlacht an der Rawka Ende 1914/Anfang 1915 zwischen deutschen und russischen Truppen im Ersten Weltkrieg.

## Weblinks

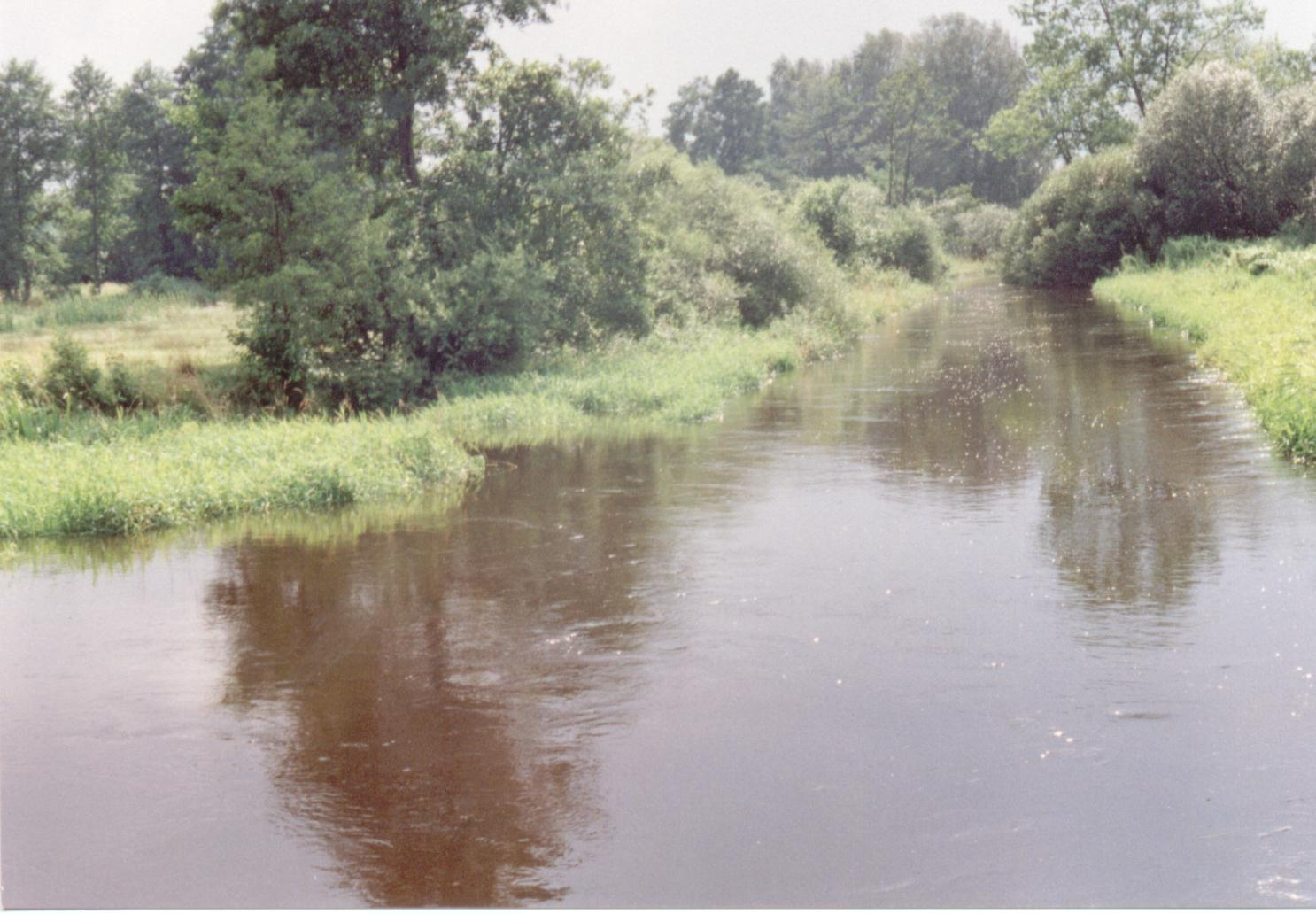
Rawka-Landschaft in der Nähe von Nowy Dwór